# Magnachar
Magnachar (lat. Magnacharius; * ?; † ?) war nach Aufzeichnungen des Bischofs Marius von Avenches von 555 bis 565 fränkisch-alamannischer Herzog in der Diözese Avenches.
Er war der Nachfolger von Butilin. Sein Nachfolger als Herzog wurde Vaefar.
Magnachar war der Vater von Marcatrud, die vor 561 Guntchramn, fränkischer König in Orléans, heiratete.